# من آواره‌ام
من آواره‌ام (به هندی: Main Awara Hoon) فیلمی محصول سال ۱۹۸۳ و به کارگردانی آشیم سامانتا است. در این فیلم بازیگرانی همچون سانجی دات، راج بابار، جایا پرادا، راتی آگنیهوتری، شاکتی کاپور ایفای نقش کرده‌اند.